# 马力欧和索尼克在伦敦2012奥运会
《瑪利歐和索尼克在倫敦2012奧林匹克運動會》為瑪力歐和音速小子在奧林匹克運動會系列的第三部遊戲，這是該系列第一次有表現奧運會主辦城市的經典地標。本遊戲為奧運官方指定遊戲，也是瑪力歐和音速小子在奧林匹克運動會系列第一次在3DS平台上推出的遊戲。

## 遊戲介紹 (Wii)
《瑪利歐和索尼克在倫敦2012奧林匹克運動會》和上作遊戲瑪利歐與音速小子在北京奧林匹克運動會有許多不同，有加入了許多新項目，但也有一些舊項目移除，另外夢幻競技項目不再是隱藏項目，玩家的Mii人物也可以上場比賽(一般Mii的體格能力方面和瑪力歐一樣)，也可以換Mii的服裝來提升能力。玩家每一次玩完一個項目就可以得到一張刮刮樂卡片，就有機會刮中Mii服裝以及瑪利歐和音速小子歷代遊戲系列裡的音樂(本遊戲也首次可以讓玩家自行選奧林匹克項目和夢幻競技項目的背景音樂)。本遊戲也有倫敦派對(London Party)，四個玩家要用瑪利歐和音速小子或Mii人物在倫敦收集貼紙互相競技，遊戲也設置了挑戰任務，玩家要在奧林匹克項目和夢幻競技項目裡達成某個挑戰所敘述的任務的話，就完成那個挑戰或那一級的挑戰(有些挑戰也有分級)，也可以用無線網路Wi-Fi連結和全球的玩家比成績。

## 登场人物

### Wii版本

#### 瑪利歐代表队
- 瑪利歐
- 路易吉
- 碧姬公主
- 黛西公主
- 耀西
- 瓦利歐
- 瓦路易吉
- 森喜刚
- 庫巴Jr.
- 庫巴

#### 索尼克代表队
- 索尼克
- 塔尔斯
- 納克魯斯
- 艾咪
- 夏特
- 布蕾茲
- 貝庫特
- 希爾弗
- 金屬索尼克
- 蛋头博士

### 3DS版本

#### 英雄
- 瑪利歐
- 路易吉
- 索尼克
- 塔尔斯

#### 女子
- 碧姬公主
- 黛西公主
- 艾咪
- 布蕾茲

#### 挑战者
- 耀西
- 庫巴Jr.
- 夏特
- 希爾弗

#### ワイルズ
- 庫巴
- 森喜剛
- 納克鲁斯
- 貝庫特

#### トリッキーズ
- 瓦利歐
- 瓦路易吉
- 金屬索尼克
- 蛋头博士

## 比赛项目

### Wii版本

#### 奥林匹克项目
有為瑪利歐與音速小子在奧林匹克運動會原創項目
田徑
- 『100米赛跑』
- 『4×100米接力』
- 『110米跨栏』
- 『跳远』
- 『链球』
- 『标枪』
- (新)铁饼

(新)足球
马术
游泳
- 『100米自由泳』
- (新)花样游泳

『乒乓球』
(新)羽毛球
(新)沙滩排球
(新)皮划艇(雙人)
(新)自行车
體操
- (新)丝带艺术体操
- (新)高低杠
- 『蹦床』

手枪射击
『击剑』
曾有在瑪利歐與音速小子在奧林匹克運動會Wii出現但已取消的項目:
田徑
- 400米賽跑
- 400米跨欄
- 三重跳遠
- 跳高
- 撐竿跳高

射箭
皮划艇(單人)
射擊
- 不定向飛靶

遊泳
- 4×100米接力

體操
- 跳馬

#### 梦幻竞技项目
本遊戲和前兩作遊戲不同，夢幻競技項目不再是隱藏項目。
- 梦幻跳跃

“ 耀西的故事的主题”。
- 梦幻马术

“ 马里奥赛车Wii的牛牛農場的主题”。
- 梦幻飞碟

“ 索尼克大冒险中风之谷中的主题”。
- 梦幻步行球

“ 索尼克英雄中公路宾果主题”。
- 梦幻障碍赛跑

“ 超级马里奥银河中战斗岩石银河的主题”。
- 梦幻蹦床

“ 索尼克大冒险2中 クレイジーガジェット的主题”。
- 梦幻漂流

“ 新超级马里奥兄弟Wii中 WORLD-4的主题”。
- 梦幻双杠

“ 索尼克英雄中 大都会的主题”。
- 梦幻击剑

“ 索尼克英雄中 オーシャンパレス的主题”。
- 梦幻飞行

“ 超级马里奥银河2中 天空岛银河的主题”。

### 3DS版本

#### 奥林匹克项目
本遊戲的奥林匹克项目為瑪力歐和音速小子在奧林匹克運動會系列含量之最，幾乎含所有奥林匹克项目。

##### 田径
- 100米赛跑
- 110米栏
- 1500米赛跑
- 3000米障碍赛跑
- 4×100米接力
- 马拉松
- 20公里竞走
- 跳远
- 三级跳远
- 撐竿跳高
- 铅』
- 标枪
- 铁饼

##### 水类
- 100米自由泳
- 100米仰泳
- 100米蝶泳
- 10公里马拉松游泳
- 高台跳水
- 水球
- 花样游泳（双人组）
- 花样游泳（多人组）

##### 球类
- 沙滩排球
- 羽毛球
- 网球
- 曲棍球
- 篮球
- 手球
- 足球
- 羽毛球（单打）
- 羽毛球（双打）

##### 武术
- 柔道
- 拳击
- 跆拳道
- 击剑（个人）
- 摔跤

##### 体操
- 单杠
- 平衡木
- 吊环
- 蹦床
- 自由体操
- 丝带艺术体操（团体）

##### 自行车
- Sprint
- Omnium
- KEIRIN
- BMX

##### 马术
- 障碍马术（团体）

##### 水上项目
- 4人双桨赛艇
- 单人单桨皮划艇（1000米）
- 皮划艇激流回旋
- 帆船（470型）

##### 射击
- 双向飞碟
- 25米手枪速射
- 射箭（个人）
- 射箭（团体）

##### 举重
- 举重

##### 综合类
- 铁人三项
- 现代五项

注：本次3DS版取消了梦幻竞技项目。

## 相关條目
- 馬力歐
- 索尼克
- Wii
- 任天堂3DS
- 瑪力歐和音速小子在奧林匹克運動會系列
- 2012年夏季奥林匹克运动会

## 資料來源
- 馬里奧和索尼克在2012倫敦奧運會官方網站
- 馬里奧和索尼克在2012倫敦奧運會官方网站 3DS版（日文） （页面存档备份，存于）
- 奧林匹克運動會官方指定遊戲網站 （页面存档备份，存于）